# Torgnon

Torgnon község Valle d'Aosta térképén

Torgnon  egy olasz község Valle d'Aosta régióban. Kedvelt sícentrum, 20 km sípályával rendelkezik.

## Galéria

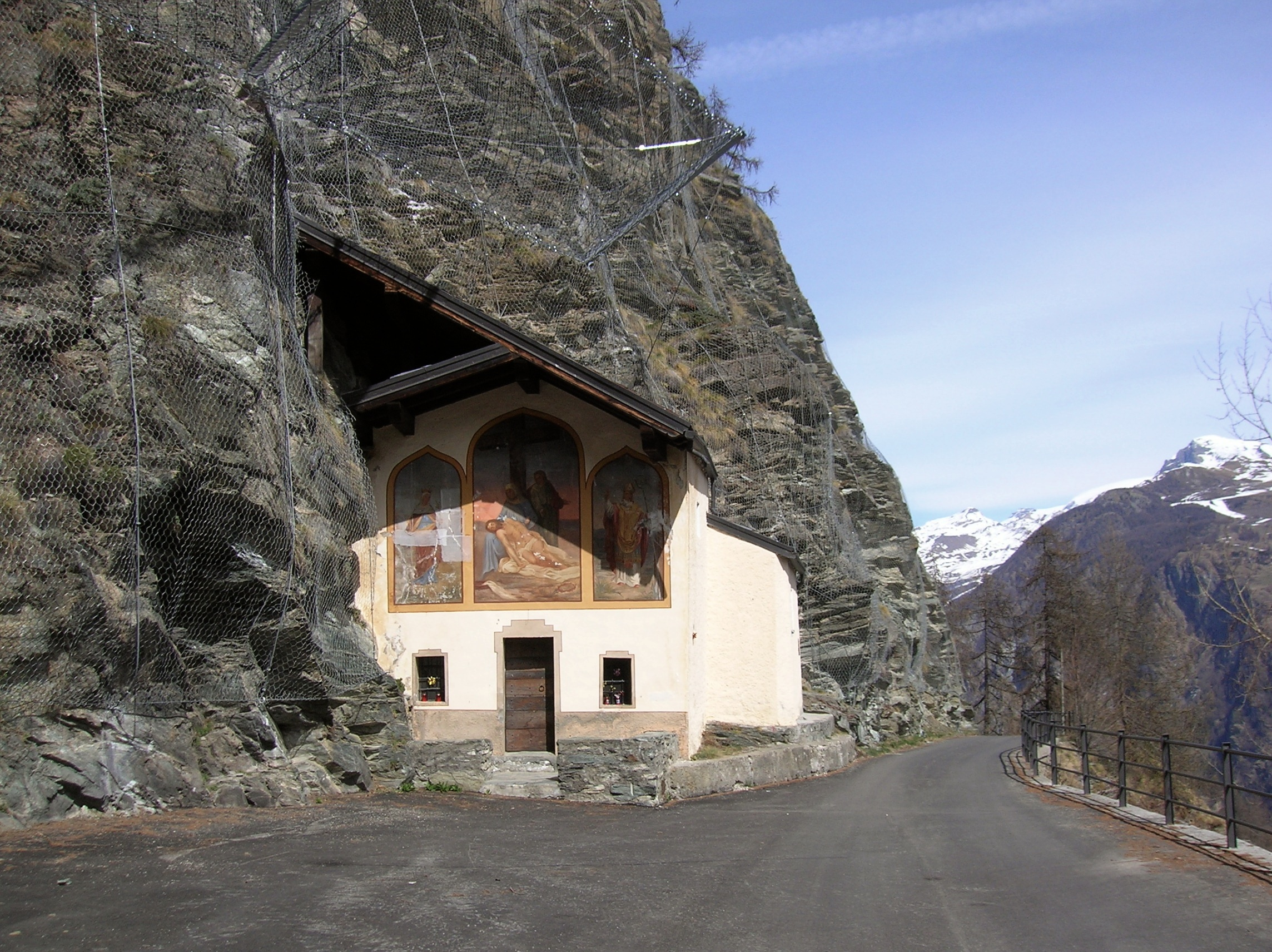
Kápolna
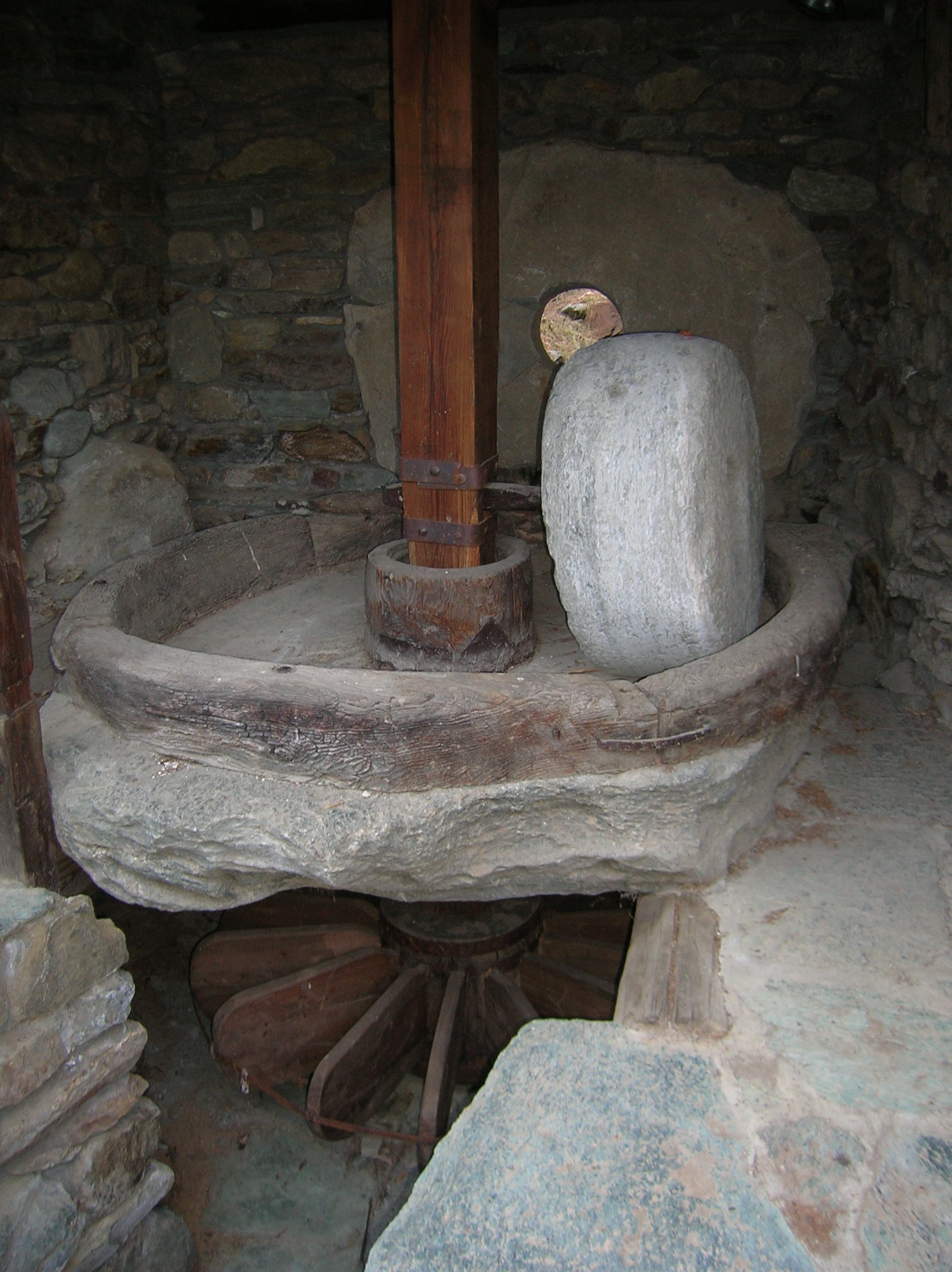
Antik malom
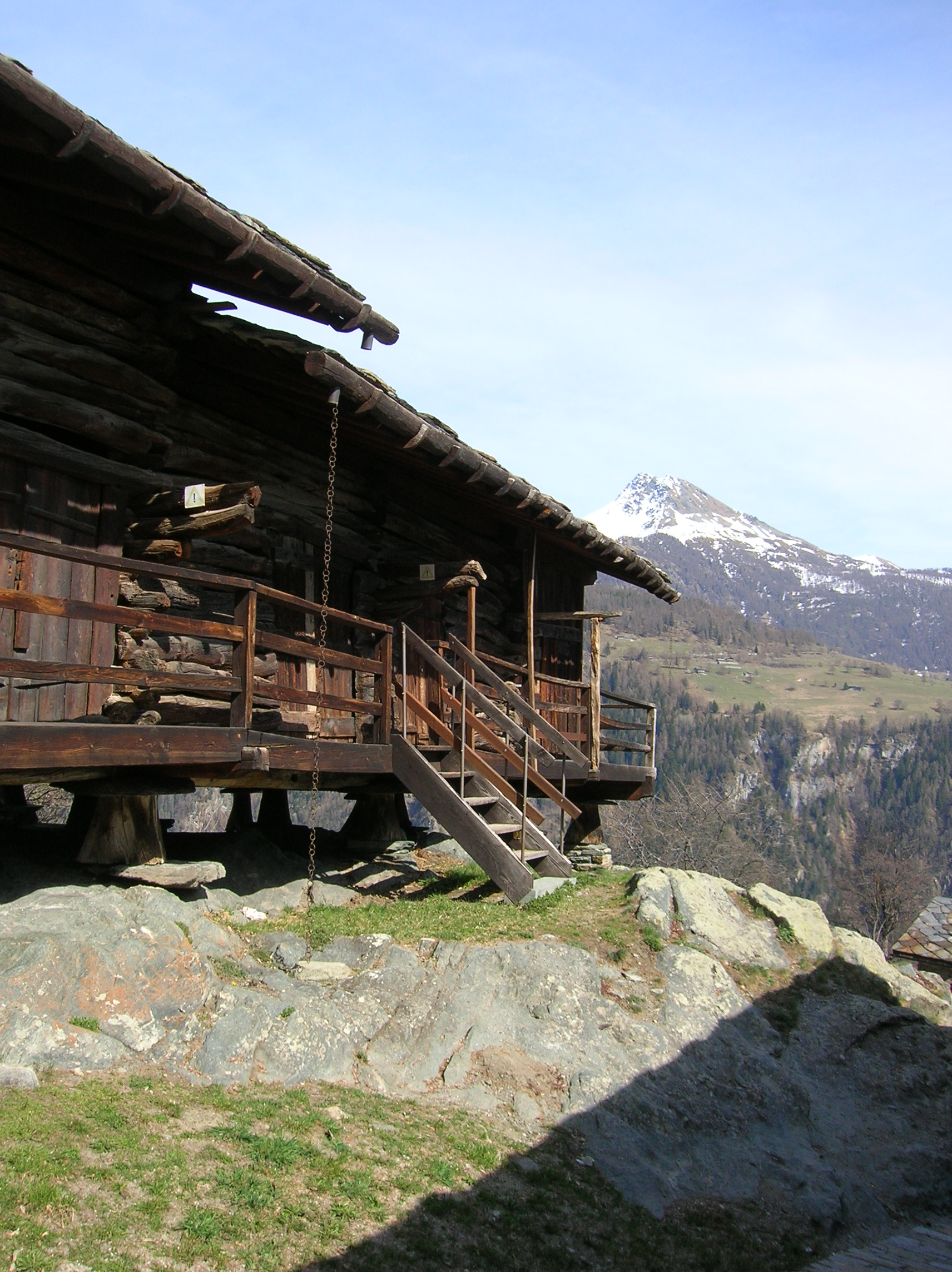
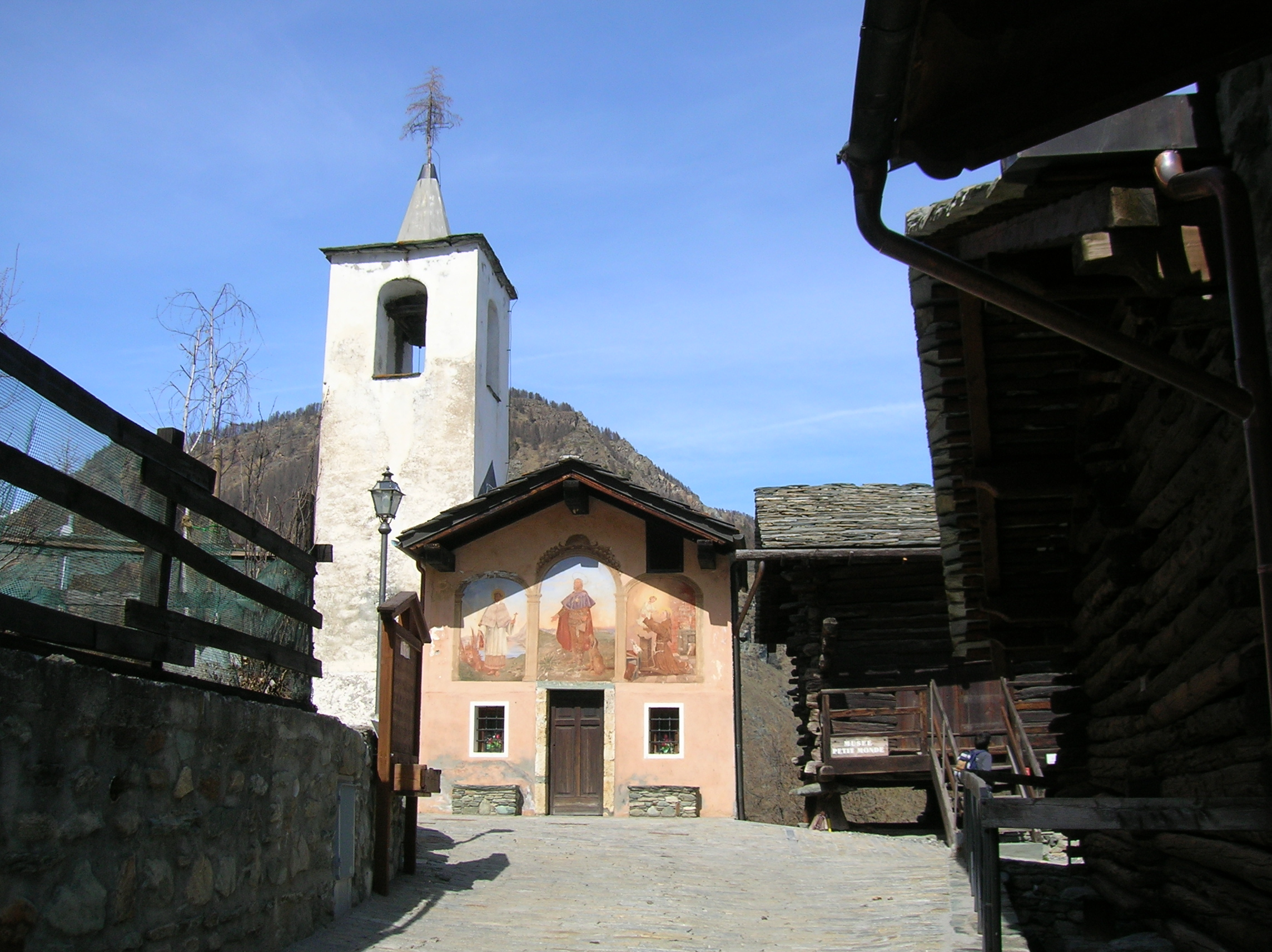
Kápolna
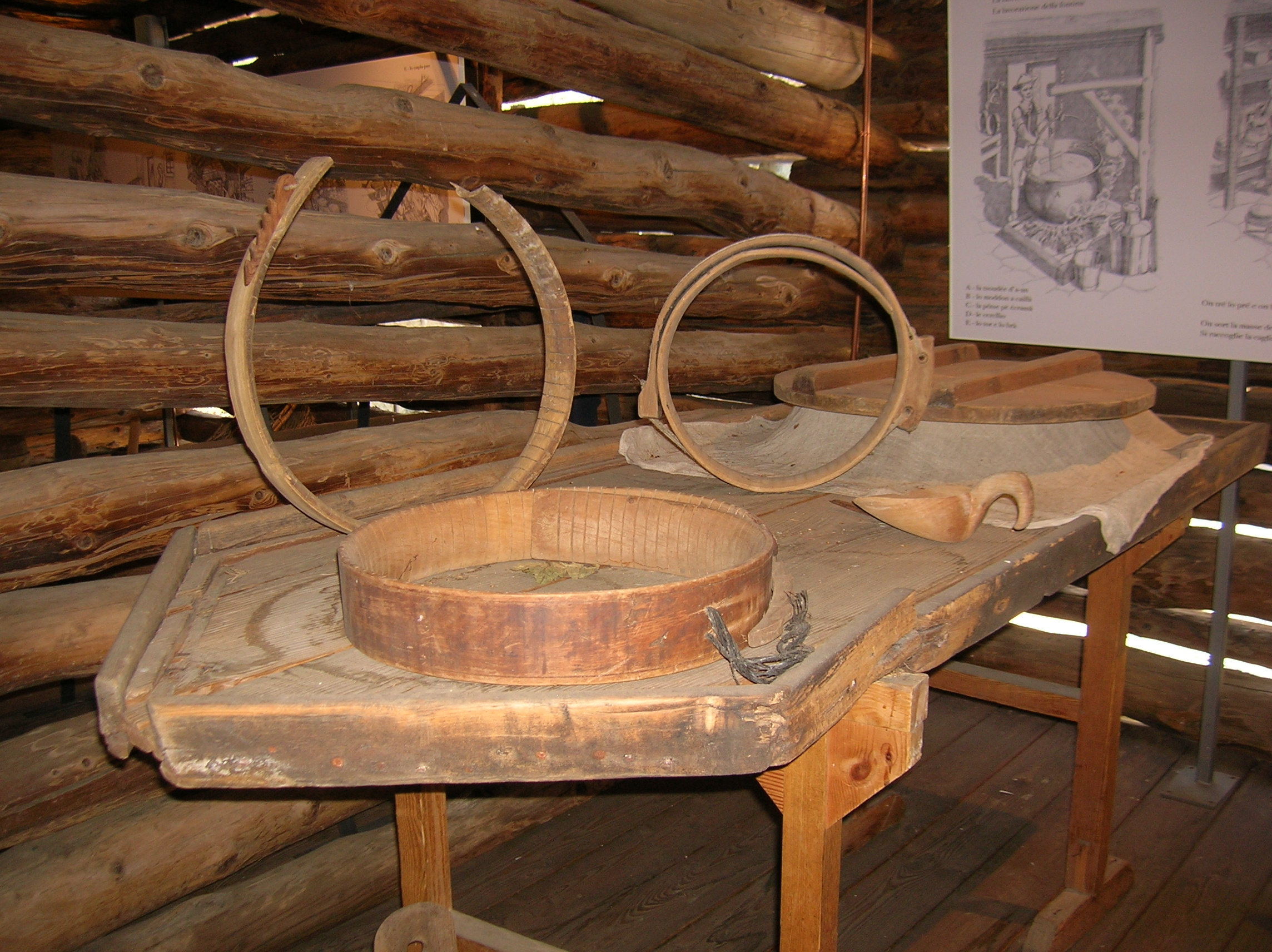
Néprajzi múzeum
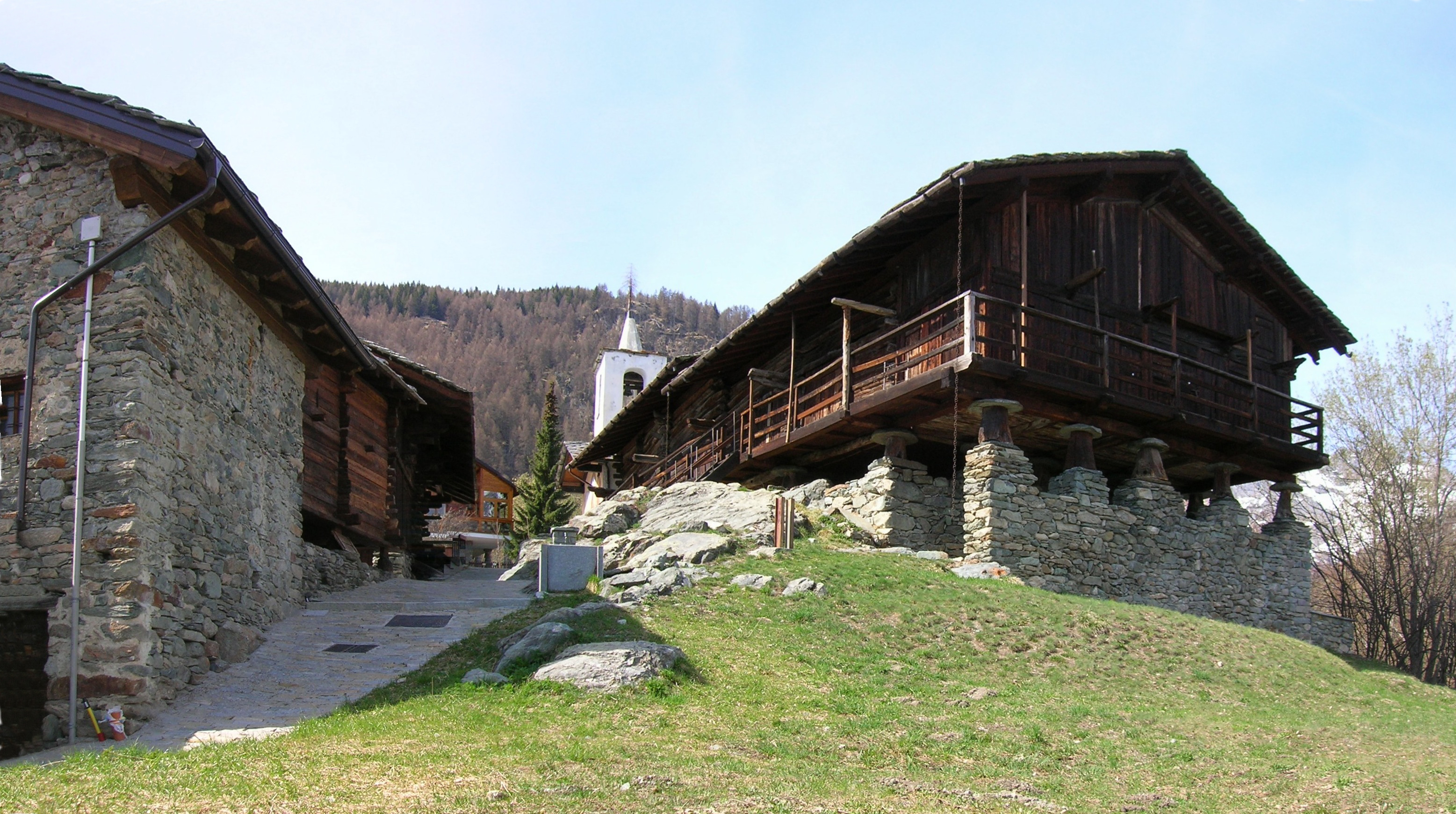
Néprajzi múzeum